# Hucisko (gmina Stąporków)
Hucisko – wieś sołecka w Polsce położona w województwie świętokrzyskim, w powiecie koneckim, w gminie Stąporków.
W latach 1954–1968 wieś należała i była siedzibą władz gromady Hucisko, po jej zniesieniu w gromadzie Stąporków. W latach 1975–1998 miejscowość należała administracyjnie do województwa kieleckiego.
Przez wieś przechodzi  czerwony szlak turystyczny z rezerwatu przyrody Diabla Góra do Łącznej.
W miejscowości znajduje się parafialny kościół polskokatolicki pw. Wniebowzięcia Najświętszej Maryi Panny.
Wierni kościoła rzymskokatolickiego należą do parafii św. Jacka i św. Katarzyny w Odrowążu.

## Historia
W wieku XIX – Hucisko wieś włościańska w powiecie koneckim, gminie Duraczów, parafii Odrowąż.
- 1827 r. było tu 25 domów 159 mieszkańców
- 1882 liczy 50 domów 314 mieszkańców, 556 mórg obszaru[8].

Według spisu powszechnego z roku 1921 w Hucisku było 88 domów i 535 mieszkańców. 